# Víctor Ramos (football, 1958)
Pour les articles homonymes, voir Victor Ramos.
Víctor Rogelio Ramos (né le 4 septembre 1958 à Rosario en Argentine) est un joueur de football argentin.

## Carrière
Ramos commence sa carrière professionnelle en 1978 avec les Newell's, équipe de sa ville natale. Il inscrit son premier but pour le club le 8 juillet 1978 lors d'un match contre Huracán. Il inscrit en tout 104 buts pour le club (l'un des meilleurs buteurs de l'histoire du club) dont 30 lors du Metropolitano 1983, année où il est le meilleur buteur de la Primera División Argentina.
Ramos fait partie de l'effectif argentin qui remporte la Copa América 1983 et joue en tout dix matchs pour son pays, pour un but.
En 1985 Ramos, part jouer en France où il évolue pour le FC Nantes et le SC Toulon-Var avant de retourner au pays en 1987.
Ramos fait partie de l'équipe des Newell's Old Boys qui remporte le championnat argentin 1987-1988. Il prend sa retraite en 1989.
Lors de ses dernières années professionnelles, Ramos joue au Club Atlético Nueva Chicago et à l'Unión de Santa Fe.

## Palmarès
| Saison    | Équipe            | Titre                      |
| --------- | ----------------- | -------------------------- |
| 1987-1988 | Newell's Old Boys | Primera División Argentina |